# Margaret Killjoy
Pour les articles homonymes, voir Killjoy (homonymie).
Margaret Killjoy, née en décembre 1982 dans le Maryland, est une autrice et musicienne américaine.

## Biographie
Margaret Killjoy naît en décembre 1982 dans le Maryland, aux États-Unis.
Militante anarchiste, féministe et antifasciste, femme transgenre,, elle passe une grande partie de sa vie d'adulte en tant que « squatteuse et vagabonde ».
À la fin des années 2010, elle commence à construire une petite cabane dans les Appalaches sur un terrain communautaire anarchiste.

## Écriture
Les écrits de fiction de Margaret Killjoy appartiennent aux genres steampunk anarcha-queer et au folk horror. En 2011, elle publie son premier roman What Lies Beneath the Clock Tower, un roman interactif steampunk. En 2014, elle publie Un pays de fantômes qui est publié en France en 2022 par les éditions Argyll. 
En 2017, elle publie L'agneau égorgera le lion, premier tome de la série Danielle Cain, qui met en scène un groupe de chasseurs de démons non binaires au cœur des États-Unis. Dans ce roman court, le groupe est pourchassé par un démon qui apparaît sous la forme d'un cerf,. Le deuxième livre de la série, Les morts posséderont la Terre, suit les membres du même groupe alors qu'ils fuient les événements du premier livre. L'agneau égorgera le lion (The Lamb Will Slaughter the Lion) est nommé pour le prix Shirley-Jackson 2017,. Les morts posséderont la Terre est nommé pour 31e prix Lambda Literary dans la catégorie science-fiction, fantasy et horreur LGBTQ. La série a été saluée par la critique pour ses représentations de l'anarchisme  et la diversité de ses personnages,.
En 2019, elle contribue à A Punk Rock Future, une anthologie de science-fiction spéculative et fantastique, avec la nouvelle We Won't Be Here Tomorrow.
En plus de son activité d’autrice de fiction, elle est rédactrice en chef du SteamPunk Magazine, publié de 2007 à 2016,.
En 2009, Margaret Killjoy édite et écrit Mythmakers & Lawbreakers: Anarchist Writers on Fiction, un recueil d'entretiens avec des auteurs anarchistes dont Ursula K. Le Guin et Alan Moore.

## Musique
Margaret Killjoy a fondé le groupe de black metal féministe Feminazgûl en 2018. La même année, elle sort le premier EP du groupe, The Age of Men Is Over, en tant que projet solo. Rejointe par Laura Beach en tant que chanteuse principale et Meredith Yayanos en tant que violoniste et joueuse de thérémine, le groupe sort son premier album, No Dawn for Men, en 2020.
En 2020, elle crée avec Jack Olga le groupe de neofolk antifasciste Alsarath, qui sort un premier EP la même année.

## Podcast
Margaret Killjoy héberge le podcast survivaliste anarchiste Live Like the World Is Dying et le podcast Cool People Who Did Cool Stuff.

## Publications

### SérieDanielle Cain
1. L'agneau égorgera le lion, Argyll, 2024 ((en) The Lamb Will Slaughter the Lion, Tor.com, 2017  (ISBN 978-0765397362)), trad. Mathieu Prioux, 131 p.  (ISBN 978-2-494-66539-2)
2. Les morts posséderont la Terre, Argyll, 2025 ((en) The Barrow Will Send What It May, Tor.com, 2018  (ISBN 978-0765397386)), trad. Mathieu Prioux, 144 p.  (ISBN 978-2-494-66559-0)

### SérieDaughters of the Empty Throne
1. (en) The Sapling Cage: A Novel, Feminist Press at The City University of New York, 2024[20]

### Romans indépendants
- (en) What Lies Beneath the Clock Tower, Combustion Books, 2011, 192 p.
- Un pays de fantômes, Argyll, 2022 ((en) A Country of Ghosts, Combustion Books, 2014  (ISBN 978-1938660139)), trad. Mathieu Prioux, 212 p.  (ISBN 9782492403545)Préface de Patrick K. Dewdney. Réédition, Pocket, coll. « Science-fiction » no 7357, 2024, 272 p. (ISBN 978-2-266-33617-8)
- (en) Escape from Incel Island, AK Press, 2023, 95 p.

### Recueil de nouvelles
- (en) We won't be here tomorrow, AK Press, 2023, 248 p.

### Essais et recueils
- (en) Mythmakers & Lawbreakers: Anarchists Writers on Fiction, AK Press, 2009, 218 p.
- (en) A Steampunk's Guide to the Apocalypse, Combustion Books, 2011, 56 p.
- (en) We Are Many: Reflections on Movement Strategy from Occupation to Liberation, AK Press, 2013, 355 p.Écrit avec Kate Khatib et Mike McGuire.